# Qaasim Middleton
Qaasim Asani Malik Seawright-Middleton (nascido em 13 de janeiro de 1995 em Brooklyn, Nova Iorque) é um ator, cantor e músico estadunidense mais conhecido pelo seu papel em The Naked Brothers Band. Em 2015, ele acabou em oitavo lugar na 14.ª temporada do American Idol.

## Filmografia
- Naked Brothers Band: The Movie (2005)
- Naked Brothers Band (2007 -)
- Naked Brothers Band: Batalha de Bandas (2007)
- Naked Brothers Band: auxiliares (2008)
- Naked Brothers Band: Polar Bears (2008)
- Naked Brothers Band: Mystery Girl (2008)
- Naked Brothers Band: Operação Mojo (2008)